# بطری‌بازکن

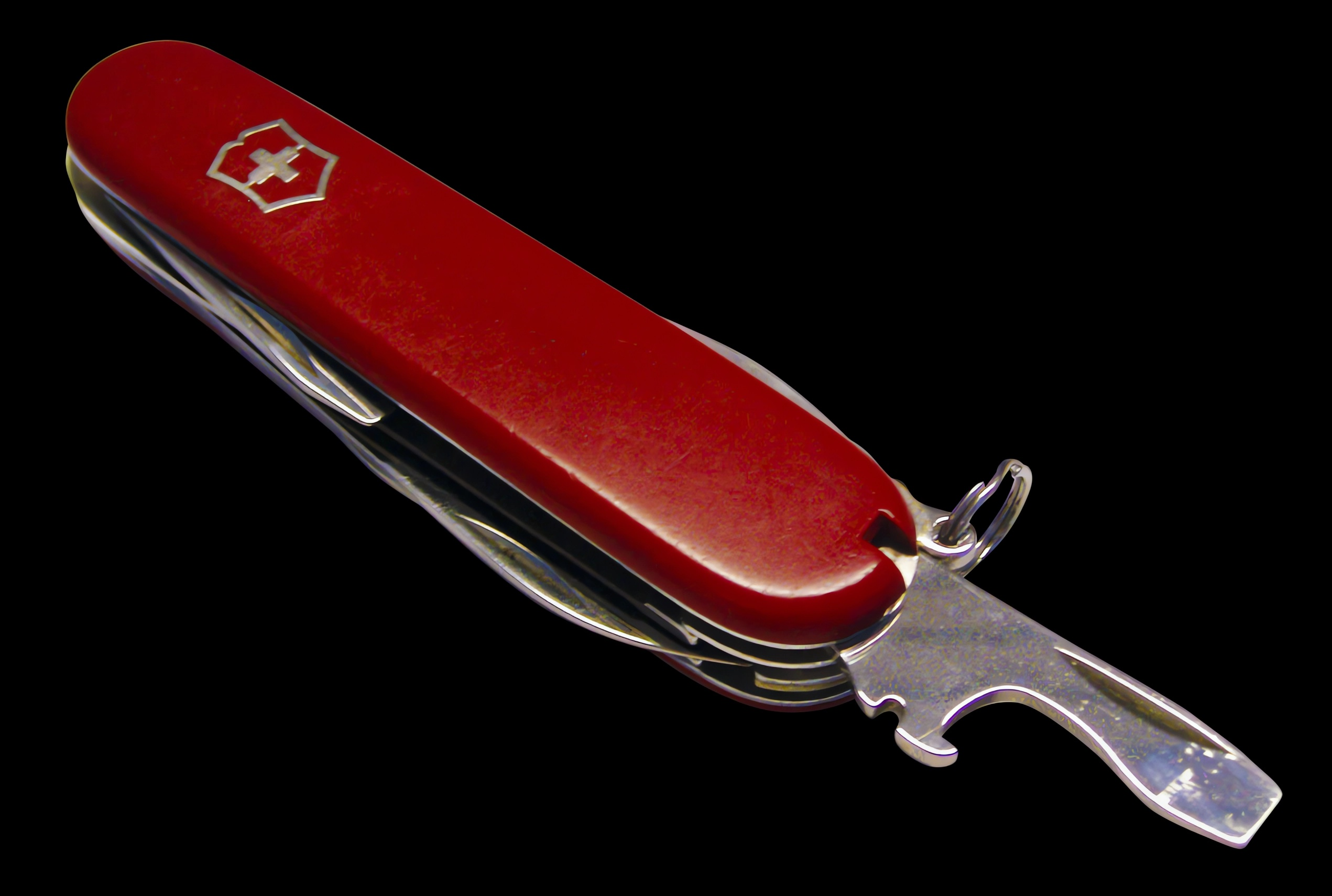
یک چاقوی جیبی که بطری‌بازکن نیز دارد

بطری‌بازکن ابزاری دستی همانند یک اهرم برای بازکردن سر بطری مشروب و نوشابه است. در بطری فلزی است و به صورت چین‌چین گرداگرد دهانهٔ بطری را می‌گیرند.